# Nordirland
Nordirland (engelska: Northern Ireland, iriska: Tuaisceart Éireann, ulsterskotska: Norlin Airlann eller Norlin Airlan), är en riksdel av Storbritannien i den nordöstra delen av ön Irland. Det beskrivs omväxlande som ett land, en provins eller region i Storbritannien. Nordirland gränsar till Republiken Irland i söder och väster. 2022 var dess befolkning  1 910 543  invånare, vilket utgör cirka 30 % av öns totala befolkning och cirka 3 % av befolkningen i Storbritannien. Sedan undertecknandet av långfredagsavtalet 1998 är Nordirland i stort sett självstyrande. Enligt avtalet samarbetar Nordirland med resten av Irland – från vilken det delades 1921 – på vissa politikområden, medan andra områden är reserverade för Storbritanniens regering, även om Irland "kan framföra synpunkter och förslag".
Nordirland var under många år platsen för en våldsam och bitter konflikt mellan folkgrupper – The Troubles – som orsakades av splittring mellan nationalister, som ser sig som irländare och är övervägande romersk-katolska, och unionister, som ser sig som britter och är övervägande protestantiska. Dessutom beskriver sig människor från båda sidor av samhället sig själva som nordirländare. Unionisterna vill att Nordirland kvarstår som en del av Storbritannien, medan nationalisterna vill ha en återförening med resten av Irland, oberoende av brittiskt styre. Sedan 1998 har de flesta av de paramilitära grupperna inblandade i oroligheterna upphört med sina väpnade kampanjer.
Nordirland har traditionellt varit den mest industrialiserade regionen av ön. Efter att ha minskat som en följd av politisk och social oro i den andra halvan av 1900-talet har industrialiseringen vuxit kraftigt sedan 1990-talet. Detta beror dels på en "fredsutdelning", dels på bandet och den ökade handeln med Republiken Irland.
Framstående konstnärer och idrottare från Nordirland inkluderar Van Morrison, Rory McIlroy och George Best. Andra från den del av ön föredrar att definiera sig som irländare, till exempel Seamus Heaney och Liam Neeson. Kulturella band mellan Nordirland, resten av Irland och resten av Storbritannien är komplexa, där Nordirland delar både irländsk och brittisk kultur. 
Hur personer från Nordirland representeras i internationella sportsammanhang skiftar från sport till sport, man kan representera antingen Nordirland, Storbritannien eller som Irland tillsammans med Republiken Irland. Nordirland tävlar separat vid Samväldesspelen och idrottare från Nordirland kan tävla för antingen Storbritannien eller Irland vid de olympiska spelen.

## Historia
Under medeltiden utgjorde Irland en feodalt styrd stat med den engelske kungen som furste. Den irländska statsbildningen var trots detta skild från England och detta tillstånd kvarstod även när Irland 1541 omvandlades till kungarike i personalunion med England. Den 1 januari 1801 införlivades Kungariket Irland med Kungariket Storbritannien och bildade det Förenade kungariket Storbritannien och Irland.

### Nordirland bildas
Irland utgjorde en av riksdelarna inom det förenade kungariket till dess att ett inbördeskrig framtvingade en delning 1921. Tre provinser i syd Connacht, Leinster, Munster bröts ut och bildade en fristat inom det brittiska imperiet, medan huvuddelen av den fjärde provinsen Ulster fortsatte tillhöra det förenade konungariket. Tre av Ulsters grevskap, Cavan, Donegal och Monaghan, tillföll fristaten, medan de sex som återstod, Antrim, Armagh, Down, Fermanagh, Derry och Tyrone, sammantaget hade en protestantisk befolkningsmajoritet.
Nordirlands historia har i mycket präglats av konflikten mellan unionister, som vill behålla unionen med Storbritannien, och irländska nationalister, som vill att Nordirland ska uppgå i en enad irländsk republik. Unionister är oftast protestanter och i synnerhet de unionister som förespråkar väpnad kamp brukar kallas lojalister. Nationalister är oftast katoliker och i synnerhet de nationalister som förespråkar väpnad kamp mot Storbritannien för ett enat Irland brukar kallas republikaner.
Delningen skedde i enlighet med det avtal som 1921 slöts mellan den brittiska regeringen och de irländska nationalister som tagit makten över större delen av ön. Avtalet innebar att Nordirland fick inre självstyre med eget parlament och att de båda delarna av Irland skulle upprätta ett gemensamt råd som kunde leda till ett gemensamt parlament, samt att en kommission skulle se över gränsdragningen. Varken det allirländska samarbetet eller gränskommissionen fick dock någon praktisk betydelse. Nordirlands gränser stod fast och de unionistiska politiker som fick makten i Nordirland var inte intresserade av närmare samarbete med södra Irland. Den brittiske monarken antog 1927 titeln som kung över det Förenade konungariket Storbritannien och Nordirland.

### Konflikten i Nordirland
Det självstyrande Nordirland hade hela tiden en katolsk minoritet. Den protestantiska majoriteten dominerade dock helt politik och rättsväsen och regionen styrdes från början av 1920-talet till början av 1970-talet av samma parti, Ulster Unionist Party. Bland annat genom manipulation av valsystemet utestängdes den katolska nationalistiska befolkningen i praktiken från politiskt inflytande och katoliker utsattes också för diskriminering inom arbetslivet och i boendet. Samhället i Nordirland är segregerat med katolska respektive protestantiska bostadsområden.
Det förekom ofta våldsamma konfrontationer mellan katolska och protestantiska grupper, särskilt i samband med Oranienordens och andra protestantiska ordnars parader.
Den mest intensiva perioden av inre konflikten i Nordirland kan av olika anledningar anses börja år 1967 och avslutas med det Provisoriska IRA:s utlysning av vapenvila år 1997.
Under 1990-talet och 2000-talet har förhandlingar pågått mellan de brittiska och irländska regeringarna och de politiska partierna i Nordirland. Sedan 1997 har dessa förhandlingar inbegripit Sinn Féin, som har nära förbindelser med IRA. Förhandlingarna ledde 1998 till långfredagsavtalet, som godkändes i folkomröstningar i Nordirland och Republiken Irland. Därefter har försök att genomföra avtalet flera gånger skett, liksom vidare förhandlingar om genomförandet.

## Styre och politik

### Administrativ indelning
Nordirland är sedan 2015 indelat i elva distrikt. Varje distrikt har en fullmäktige (med mellan 40 och 60 ledamöter) som väljs i lokala val.

### Politik

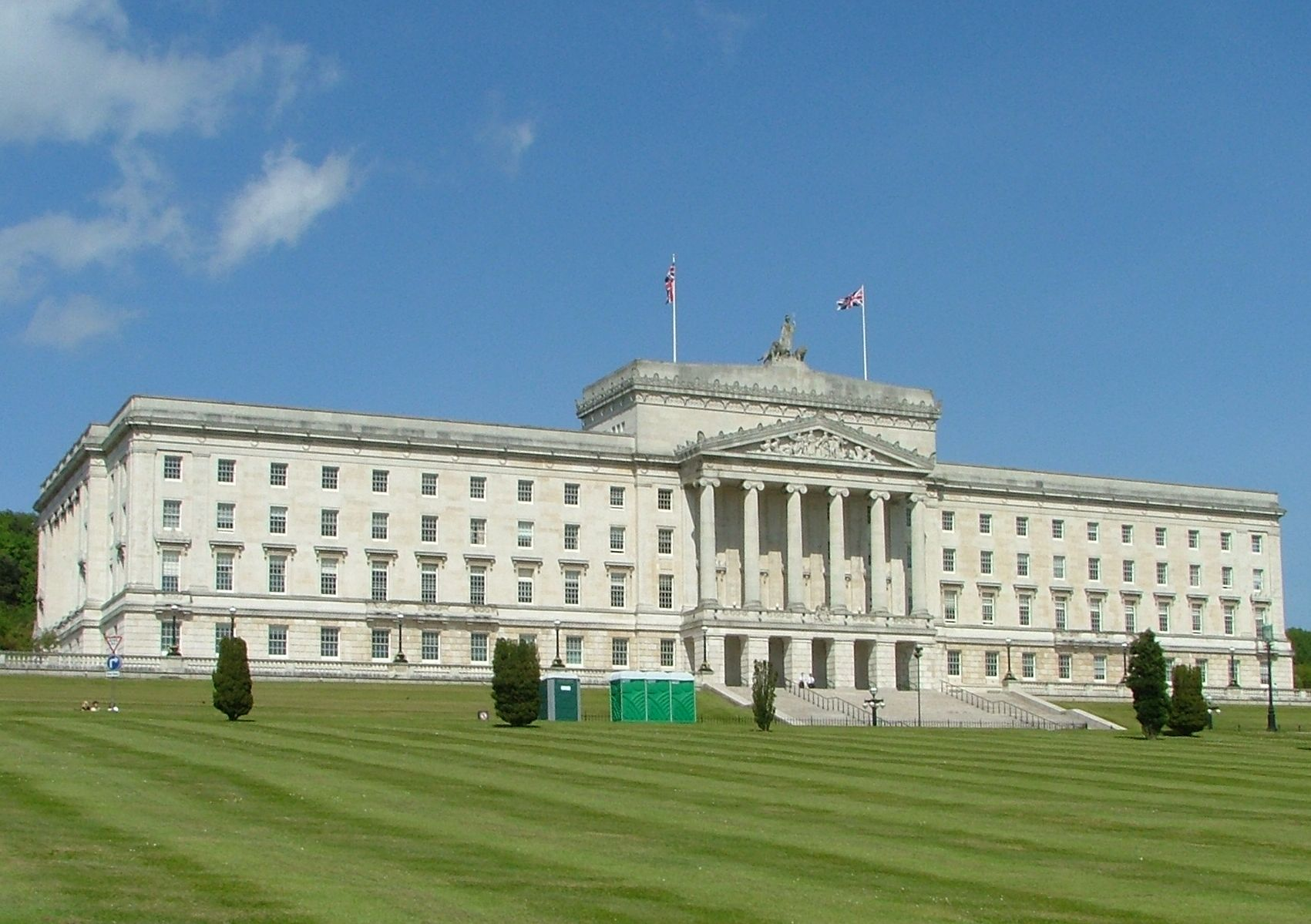
Parlamentsbyggnaden i Belfast kallas Stormont.

En viktig del av långfredagsavtalet var inrättandet av demokratiska institutioner på regional nivå i Nordirland. Den 25 juni 1998 hölls val till en ny regional församling (Northern Ireland Assembly) med 108 ledamöter. (Nordirlands parlament hade avskaffats 1973.) Valsystemet är proportionellt med enkel överförbar röst, liksom i de lokala valen. Sex ledamöter valdes från var och en av de 18 valkretsar som används vid val till det brittiska parlamentet. I november 2003 hölls regionala val igen enligt samma system. 
Enligt långfredagsavtalet ska Nordirland styras av en regering (Northern Ireland Executive) ledd av en First Minister ("försteminister") och en Deputy First Minister ("vice försteminister"), som väljs av församlingen. Övriga ministerposter tillsätts proportionellt bland partierna. Självstyret är begränsat, exempelvis försvar och utrikespolitik styrs från London.
Partisystemet i Nordirland är uppdelat i två block, ett unionistiskt och ett nationalistiskt, efter inställningen i frågan om Nordirlands konstitutionella ställning. Sedan 1980-talet har de största partierna på den unionistiska sidan varit Ulster Unionist Party (UUP) och Democratic Unionist Party (DUP) och på den nationalistiska sidan Social Democratic and Labour Party (SDLP) och Sinn Féin.
Det regionala självstyret har flera gånger upphävts på grund av samarbetssvårigheter mellan de olika partierna och olika uppfattningar om hur långfredagsavtalet ska genomföras. Framför allt har det varit oenighet mellan Sinn Féin och de unionistiska partierna i frågan om Sinn Féin kan ingå i regeringen, med tanke på partiets associering med IRA och inställning till polisen och rättssystemet i Nordirland. IRA inledde sin avväpning i mitten på 2000-talet. Ett möte mellan Irlands och Storbritanniens premiärministrar och Nordirlands största partier i Skottland resulterade i överenskommelsen St Andrews Agreement. Andra eftergifter var till exempel att Sinn Féin år 2007 tog beslutet att tillåta polis patrullera katolska områden. Kravet de hade var poliserna skulle var katoliker. Detta öppnade för en regering med Sinn Féin efter Parlamentsvalet i Nordirland 2007.
3 december 2012 antogs ett förslag att minska antalet flaggdagar (med den brittiska flaggan) till 17 och därmed inte hissa flaggan på parlamentet varje dag. Detta har lett till demonstrationer, framförallt bland protestantiska ungdomar.

### Regeringen
Tabellen över ministrar uppdaterades senast 6 mars 2011.
| Ministerpost                 | Namn               | Parti                              | Tillsatt        |
| ---------------------------- | ------------------ | ---------------------------------- | --------------- |
| Försteminister               | Peter Robinson     | Democratic Unionist Party          | 31 maj 2008     |
| Vice försteminister          | Martin McGuinness  | Sinn Féin                          | 8 maj 2007      |
| Handelsminister              | Arlene Foster      | Democratic Unionist Party          | 9 juni 2008     |
| Finansminister               | Sammy Wilson       | Democratic Unionist Party          | 1 juli 2009     |
| Regionalutvecklingsminister  | Conor Murphy       | Sinn Féin                          | 8 maj 2007      |
| Utbildningsminister          | Caitríona Ruane    | Sinn Féin                          | 8 maj 2007      |
| Arbetsmarknadsminister       | Danny Kennedy      | Ulster Unionist Party              | 27 oktober 2010 |
| Miljöminister                | Edwin Poots        | Democratic Unionist Party          | 1 juli 2009     |
| Kultur- och fritidsminister  | Nelson McCausland  | Democratic Unionist Party          | 1 juli 2009     |
| Sjukvårds- och hälsominister | Michael McGimpsey  | Ulster Unionist Party              | 8 maj 2007      |
| Jordbruksminister            | Michelle Gildernew | Sinn Féin                          | 8 maj 2007      |
| Socialminister               | Alex Attwood       | Social Democratic and Labour Party | 24 maj 2010     |
| Justitieminister             | David Ford         | Alliance Party of Northern Ireland | 12 april 2010   |

Observera att regeringen inte har försvarsminister, vilket beror på att självstyret inte gäller för försvaret.

## Ekonomi
Traditionellt har jordbruk och industri (främst skeppsbyggande och textilindustri) haft stor betydelse för Nordirland. Senare strukturförändringar, inre oro och den perifera belägenheten har medfört många nedläggningar, och Nordirland räknas som ett ekonomiskt problemområde på de brittiska öarna.

## Demografi
Nordirlands protestanter är ofta ättlingar till de skotska protestanter som emigrerade till Nordirland under 1600-talet. Medan Irlands katoliker förenas av en irländsk nationell identitet och många fortfarande strävar efter att Nordirland ska förenas med Republiken Irland identifierar sig protestanterna i första hand med britterna och vill bevara unionen med Storbritannien. Då parterna är identifierade utifrån etnisk tillhörighet kallas konflikten en etnisk konflikt. Det var bland annat detta som låg till grund för Irlands delning i början av 1920-talet.
Konflikten har också lett till att den ekonomiska utvecklingen bromsats upp, och arbetslösheten är därför stor. Den protestantiska majoriteten minskar hela tiden, dels beroende på att många unga protestanter lämnar ön och bosätter sig i Storbritannien. Tidigare dominerade protestanterna Belfast, men nu börjar katolikerna vara i majoritet. Protestanterna, både från medel- och arbetsklassen, har i hög grad flyttat därifrån och deras hus har ofta övertagits av katoliker. De som bor kvar är ofta äldre och de som inte har råd att flytta, och de känner sig mer och mer undanträngda.
Nordirland får årligen ekonomiska bidrag på omkring fyra miljarder pund från Storbritannien.[källa behövs]